# Inverness Caledonian Thistle Football Club 2017-2018
Questa voce raccoglie le informazioni riguardanti l'Inverness Caledonian Thistle Football Club nelle competizioni ufficiali della stagione 2017-2018.

## Stagione
- In Scottish Championship l'Inverness si classifica al 5º posto (57 punti), dietro al Dunfermline e davanti al Queen of the South.
- In Scottish Cup viene eliminato al quarto turno dal Dundee (2-2 e poi 0-1 al replay).
- In Scottish League Cup non supera la fase a gironi, classificandosi al secondo posto (8 punti) nel gruppo A dietro al Falkirk e davanti a Stirling Albion, Brechin City e Forfar Athletic.
- Vince la Scottish Challenge Cup per la seconda volta nella sua storia.

## Maglie e sponsor
| Casa | Trasferta |

## Rosa
| N. |                        | Ruolo | Calciatore             |
| -- | ---------------------- | ----- | ---------------------- |
| 1  | Scozia (bandiera)      | P     | Ryan Esson             |
| 2  | Inghilterra (bandiera) | D     | David Raven            |
| 3  | Inghilterra (bandiera) | D     | Carl Tremarco          |
| 4  | Scozia (bandiera)      | D     | Joe Chalmers           |
| 5  | Inghilterra (bandiera) | D     | Gary Warren            |
| 6  | Inghilterra (bandiera) | D     | Matthew Elsdon         |
| 7  | Scozia (bandiera)      | C     | Liam Polworth          |
| 9  | Scozia (bandiera)      | A     | John Baird             |
| 10 | Irlanda (bandiera)     | C     | Aaron Doran            |
| 11 | Scozia (bandiera)      | C     | Iain Vigurs            |
| 14 | Inghilterra (bandiera) | A     | George Oakley          |
| 15 | Irlanda (bandiera)     | C     | Jake Mulraney          |
| 16 | Inghilterra (bandiera) | C     | Riccardo Calder        |
| 17 | Paesi Bassi (bandiera) | D     | Collin Seedorf         |
| 18 | Irlanda (bandiera)     | C     | Zachary Elbouzedi      |
| 19 | Curaçao (bandiera)     | A     | Felitciano Zschusschen |

| N. |                        | Ruolo | Calciatore         |
| -- | ---------------------- | ----- | ------------------ |
| 20 | Inghilterra (bandiera) | A     | Connor Bell        |
| 21 | Scozia (bandiera)      | C     | Alex Cooper        |
| 22 | Scozia (bandiera)      | D     | Brad McKay         |
| 23 | Scozia (bandiera)      | D     | Coll Donaldson     |
| 24 | Canada (bandiera)      | C     | Charlie Trafford   |
| 25 | Galles (bandiera)      | P     | Owain Fôn Williams |
| 27 | Scozia (bandiera)      | C     | Daniel MacKay      |
| 28 | Scozia (bandiera)      | P     | Mark Ridgers       |
| 31 | Scozia (bandiera)      | P     | Cameron Mackay     |
| 32 | Scozia (bandiera)      | D     | Jack Brown         |
| 35 | Scozia (bandiera)      | D     | Ryan McRitchie     |
| 37 | Scozia (bandiera)      | A     | Mitchell Foy       |
| 39 | Scozia (bandiera)      | C     | Keir Smith         |
| 40 | Scozia (bandiera)      | C     | Aidan Wilson       |
| 43 | Scozia (bandiera)      | A     | Andrew Macrae      |
| 44 | Scozia (bandiera)      | C     | Liam MacDonald     |